# Рос Нхим
Рос Нхим (он же Муол Самбат, он же Та Конг, он же Та Као) — камбоджийский революционер, политический деятель режима Красных кхмеров, партийный секретарь Северо-Западной зоны Камбоджи (Демократической Кампучии). Член Коммунистической партии Кампучии.

## Биография
В революционное движение Самбат пришёл в начале 1950-х, воюя против колониальных войск Франции. Вероятно именно в это время Самбат увлекся идеями коммунизма. На съезде Компартии в феврале 1963-го он избран в Центральный комитет; из десяти участников тогдашнего ЦК шестеро впоследствии были объявлены «врагами народа» и репрессированы. После взятия Пномпеня в апреле 1975-го Самбата находился в Постоянном комитете ЦК Компартии (первоначально он там не состоял). К этому времени Самбат руководил Северо-Западной зоной.
Неспособность Северо-Западной зоны выполнять установки Партийного центра стала поводом для жесточайших репрессий и уничтожения всего партийно-административного аппарата зоны. Ее руководство было обвинено в предательстве, а также в том, что глава зоны и его кадры «специально морили голодом людей, а рис передавали вьетнамцам». После ареста и расстрела высшего руководства зоны репрессии остановлены не были, и на северо-запад были присланы работники из Юго-Западной зоны, аппарату которой руководство Компартии, доверяло больше всего. Очевидцы так описывают последовавшие вслед за этим трагические события. 
В середине 1977 года в Северо-Западную зону со своими семьями под охраной вооружённых отрядов начали прибывать новые кадровые работники с юго-запада, в основном из бывших провинций Такео и Кампот. Все административные кадры северо-запада были объявлены предателями, их разоружили и арестовали, в том числе даже руководителей рабочих команд (ме конг). Их обвинили в том, что они привержены «старым идеям», а затем уничтожили. После разгрома кадров Северо-Западной зоны на какое-то время положение находившихся там людей несколько улучшилось. Однако вскоре и общие котлы с пустым супом «бобо», и безразмерный изнурительный труд, и тайные расстрелы — всё это вернулось в ещё более жестоком виде. Новые руководители Северо-Западной зоны обвинили рабочие бригады в том, что они «недостаточно напряжённо работают», хотя они трудились на полях от рассвета до заката.
Северо-Западная зона несла на себе всю тяжесть экономических планов правительства, и Муол Самбат имел основания считать Камбоджу «самодостаточной, ни от кого не зависящей» страной. При этом «самодостаточность» была достигнута ценой в десятки, а то и сотни тысяч жизней. Муол Самбат стал свидетелем разгрома своей зоны. Репрессии продолжались около года. За это время были арестованы все его помощники, заместители и ближайшие подчинённые. Наконец, в июне 1978-го был арестован уже сам Самбата. Через три дня после ареста, 14 июня, появилось «признание» Самбата. Впоследствии он был казнён.
Арестом Рос Нхима завершилась череда репрессий в отношении партийных секретарей той или иной зоны, которые занимали данную должность к моменту взятия Пномпеня. За три с лишним года обезглавлена почти вся региональная верхушка Компартии, за исключением привилегированной Юго-Западной зоны (а также Центральной зоны, которой в 1975-м не существовало). Каждый такой арест стал в своём роде этапом: сентябрь 1976-го — Маен Сан (Северо-Восточная зона), январь 1977-го — Кой Тхуон (Северная зона, хотя к этому времени он переведён на более высокую должность), 1977-й — Лаинг (регион 105) и Йи (регион 505, он был секретарём с 1976-го, а Кан, занимавший должность до него, умер собственной смертью, и это признак везения), март 1978-го — Чоу Чет (Западная зона), май 1978-го — Со Пхим (Восточная зона).